# Osséja
Osséja (in catalano Oceja) è un comune francese di 1 609 abitanti situato nel dipartimento dei Pirenei Orientali nella regione dell'Occitania.

## Geografia fisica

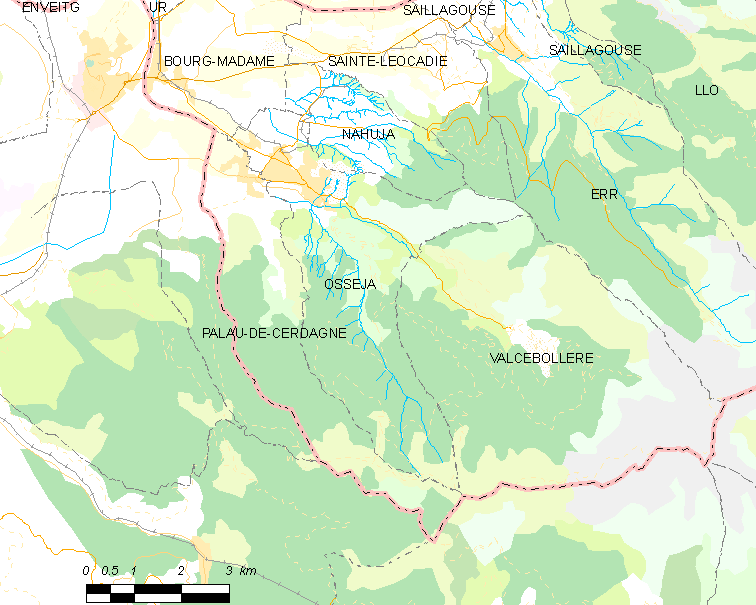
Situazione di Osséja

Fa parte della regione storica nota come Cerdagna.

## Società

### Evoluzione demografica
Abitanti censiti